# Mġarr (Gozo)

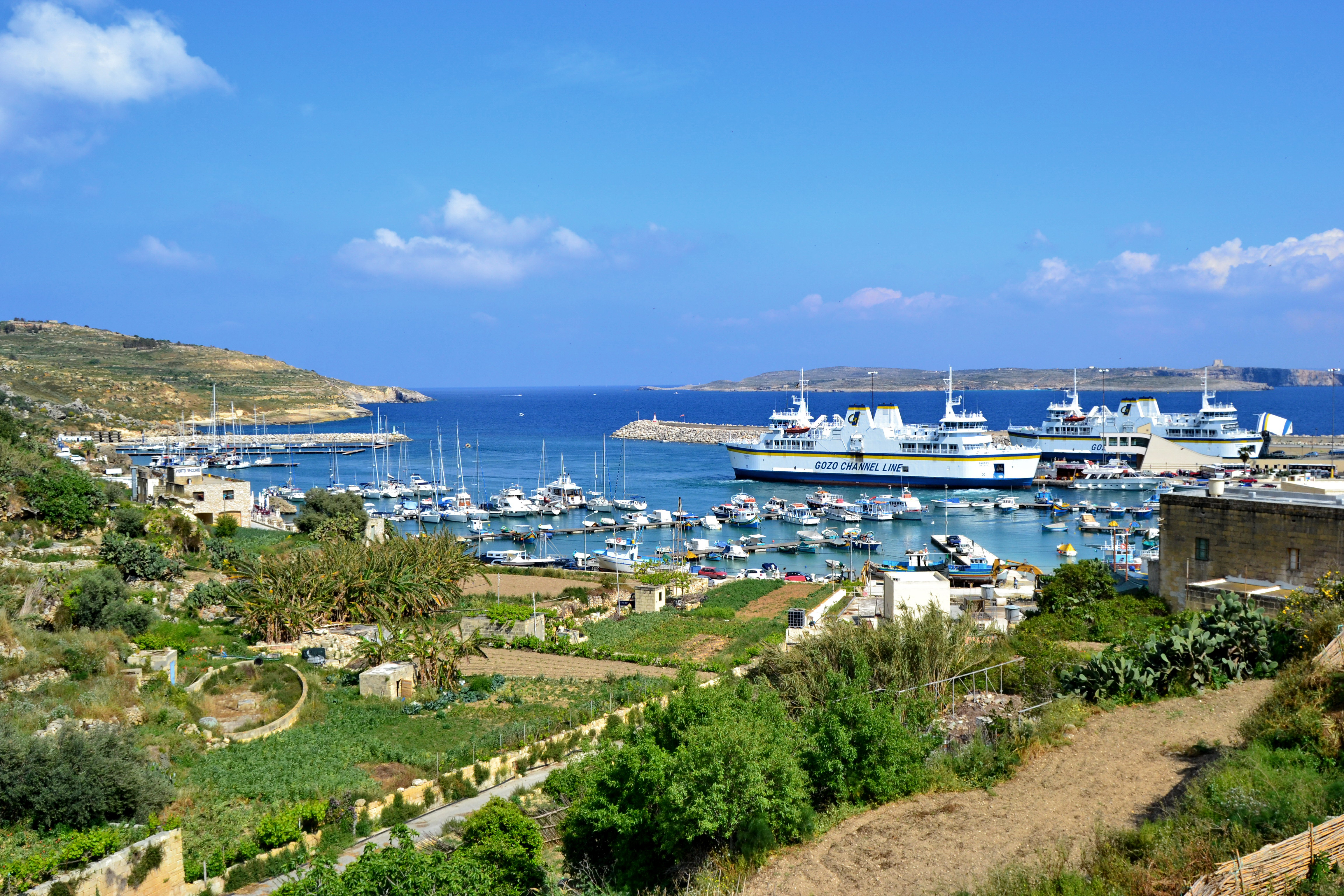
Le port de Mġarr. Au fond on aperçoit l'île de Comino.

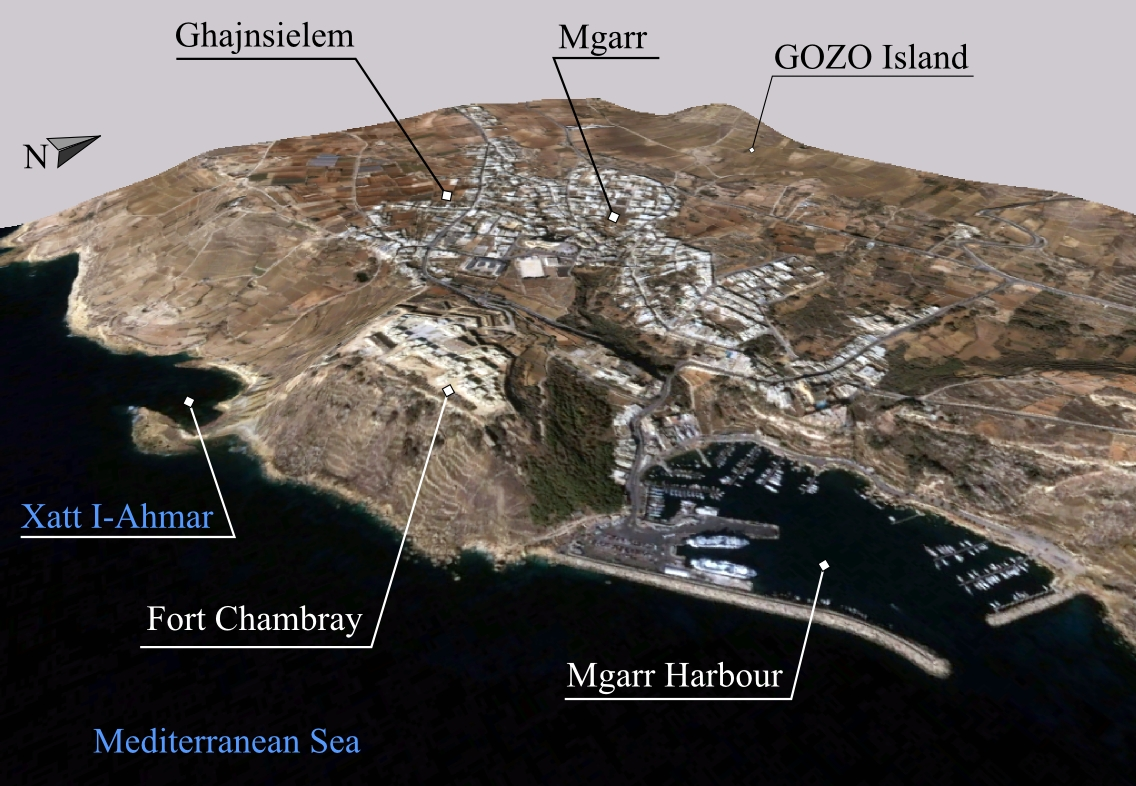
Mgarr

Mġarr est un village de la municipalité de Ghajnsielem située sur l'île de Gozo, en République de Malte.
C'est le plus important port de pêche de Gozo et il est également le terminal du ferry reliant Gozo à Malte.

## Géographie

### Transport
Le port constitue le terminal du ferry reliant Gozo à l'île de Malte depuis la péninsule de Cirkewwa.